# 同朋大学
同朋大学（同朋大学）是日本爱知县名古屋市中村区的一所私立大学，学校始创于1826年，1959年正式注册。该校拥有以名音擅长的名古屋音乐大学。该大学隶属于佛教净土真宗。